# 沃布雷
沃布雷（法語：Vebret，法語發音：[vəbʁɛ]）是法国康塔尔省的一个市镇，属于莫里亚克区。

## 地理
沃布雷（45°20'22"N, 2°31'11"E）面积24.43 平方千米，位于法国奥弗涅-罗讷-阿尔卑斯大区康塔爾省，该省份为法国中南部省份，位于法國中央高原中心，北起科雷兹省、上盧瓦爾省和多姆山省，西接洛特省和科雷兹省，南至阿韦龙省和洛特省，东临上盧瓦爾省和洛泽尔省。
与沃布雷接壤的市镇（或旧市镇、城区）包括：昂蒂尼亚克、塔朗泰讷河畔尚-马尔沙勒、拉蒙斯利、勒蒙泰伊、赛涅、伊德、博尔莱索格、马迪克。

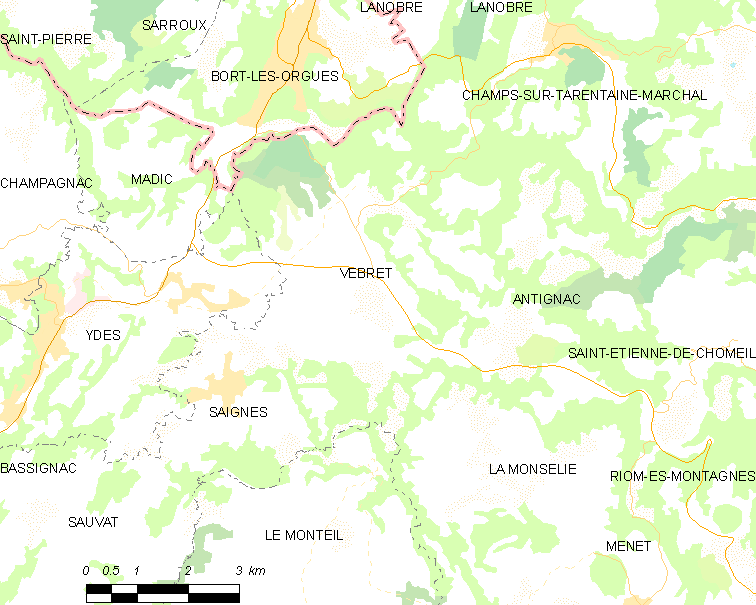
沃布雷的OSM定位图

沃布雷的时区为UTC+01:00、UTC+02:00（夏令时）。

## 行政
沃布雷的邮政编码为15240，INSEE市镇编码为15250。

## 政治
沃布雷所属的省级选区为伊德县。

## 人口

1962-2008年间沃布雷人口变化图示

沃布雷于2022年1月1日时的人口数量为514人。